# Rolando Kaligaro
Rolando Kaligaro (* 22. März 1976) ist ein ehemaliger slowenischer Skisportler, der in der Nordischen Kombination und im Skispringen aktiv war.

## Werdegang

### Nordische Kombination
Kaligaro begann seine internationale Laufbahn als Nordischer Kombinierer. Bei den Nordischen Junioren-Skiweltmeisterschaften 1996 im italienischen Asiago gewann er gemeinsam mit Igor Cuznar und Roman Perko hinter den Mannschaften aus Norwegen und Frankreich die Bronzemedaille. Zur Saison 1996/97 startete er schließlich im B-Weltcup der Nordischen Kombination. Dabei gelangen ihm insgesamt 22 Punkte und damit Platz 45 der Gesamtwertung.

### Skispringen
Bereits zum Ende der Saison 1996/97 wechselte Kaligaro zu den Spezialspringern. Am 22. März 1997 gab er in Planica beim Skifliegen sein Debüt im Skisprung-Weltcup. In beiden Skiflug-Weltcups blieb er jedoch ohne Punkteerfolg. Zur Saison 1997/98 startete Kaligaro im Skisprung-Continental-Cup. In seiner ersten Saison dort erreichte er insgesamt sechs Punkte und damit Platz 127 der Gesamtwertung. In der Saison 1998/99 schaffte er mit insgesamt 375 Punkten den Sprung auf Platz 29 der Continental-Cup-Gesamtwertung. Am 16. Januar 1999 startete er erneut im Weltcup und verpasste in Zakopane als 33. nur knapp die Punkteränge. Im zweiten Springen auf gleicher Schanze sowie in den beiden folgenden Weltcups in Sapporo blieb er jedoch wieder abgeschlagen jenseits der besten 40.
Zur Saison 1999/2000 konnte Kaligaro seine Leistungen erneut steigern und erreichte mit 533 Punkten Rang neun der Gesamtwertung. Dabei gelang ihm auf dem Suicide Hill in Ishpeming hinter Dirk Else und Dennis Störl im Februar sein erstes Podium zu erreichen. Daraufhin kam er erneut zurück in den Weltcup. Zuvor hatte er bereits in Engelberg erneut nur knapp die Punkteränge verpasst.
Beim Teamweltcup in Lahti erreichte er gemeinsam mit Damjan Fras, Peter Žonta und Bine Norčič den sechsten Platz. In den folgenden beiden Einzelspringen landete er erneut nur auf hinteren Plätzen und schied nach Durchgang eins aus. Da er im Einzelweltcup somit erneut ohne Punkteerfolg blieb, startete er auch zur Saison 2000/01 erneut im Continental Cup. Jedoch konnte er an die guten Leistungen der Vorsaison nicht mehr anknüpfen. Am Ende reichte es mit 82 Punkten nur zu Rang 104 der Gesamtwertung. Noch schlechter verlief schließlich seine letzte Saison 2001/02, in der er lediglich Rang 222 der Gesamtwertung erreichte.
Nach dem Ende seiner aktiven Karriere begann Kaligaro als Skisprungtrainer bei seinem Heimatverein.

## Erfolge

### Continental-Cup-Platzierungen
| Saison  | Platz | Punkte |
| ------- | ----- | ------ |
| 1997/98 | 127.  | 006    |
| 1998/99 | 029.  | 375    |
| 1999/00 | 009.  | 533    |
| 2000/01 | 104.  | 082    |
| 2001/02 | 222.  | 012    |